# Маринко Галич
Маринко Галич (Копар, 22. април 1970) је бивши словеначки професионални фудбалер који је играо на одбрамбеног играча. Представљао је своју земљу на два велика турнира за која су се квалификовали, Европском првенству 2000. и Светском првенству 2002.

## Играчка каријера

### Клубови
Рођен у Копру, Галич је каријеру започео играјући за ФК Копар 1991. Године 1993. прешао је у Марибор где је играо три сезоне. Први пут се преселио у иностранство 1996. године за НК Загреб и Динамо Загреб, провевши две сезоне у Хрватској пре него што је прешао у Муру из Мурске Соботе. Године 1998. вратио се у Марибор на још три сезоне, а затим је потписао за Рудар из Велења да би се вратио на још две године у клуб у коме је почео, ФК Копар. Поново је напустио своју земљу 2003. да би играо за кинески тим Шандонг Луненг и кипарски тим Аполон Лимасол. После кратког боравка на Кипру вратио се кући и одиграо једну сезону у трећој лиги за Малечник. Професионалну каријеру је завршио краћим радом у ФК Интерблоку.

### Репрезентација
Галич је дебитовао за Словенију на пријатељској утакмици против Грузије у фебруару 1994. године и одиграо је укупно 66 утакмица, без датог гола. Био је учесник на Европском првенству 2000. и Светском првенству 2002., а његов последња интернационална утакмица је била на на СП 2002. против Шпаније.

## Успеси

### Играчки
Марибор
- Првенство Словеније: шампион 1998–99, 1999–00, 2000–01.
- Куп Словеније: првак 1993–94, 1998–99.

Загреб
- Куп Хрватске: финалиста 1996/97.